# Hartland (Maine)
Hartland – miasto w Stanach Zjednoczonych, w stanie Maine, w hrabstwie Somerset.